# Roigar López Rivas
Roigar López Rivas, también conocido como Capitán Salitre, es un funcionario venezolano del gobierno de Nicolás Maduro. Es presidente de la empresa naviera Conferry desde 2016.  Es parte del medio progubernamental Venezuela News y fue parte del Movimiento Free Alex Saab.

## Biografía
Roigar López Rivas fue director regional del Ministerio del Poder Popular para el Transporte y director de investigación de la fundación Geoparques de Venezuela.

### Presidencia de Conferry
López Rivas fue nombrado presidente de la empresa naviera Conferry en 2016. Aquel año los buques María Libre y Cacica Isabel pasaron a estar fuera de servicio, el Carmen Ernestina se hundió parcialmente y se adquirió el Jet Dalis. En 2017 López anunció que Conferry vendería sus buques parados para mejorar el servicio, declarandoː «Entre los barcos que están en venta hay buques comprados hace cuatro años, conocemos ese lamentable caso de corrupción del prófugo de la justicia Hebert García Plaza, que compró un barco que está inservible (San Francisco de Asís) y el Virgen de Coromoto que está en buen estado pero su mantenimiento es elevado».

### Propaganda y desinformación
Roigar López Rivas es parte de Venezuela News, un portal de desinformación venezolano y financiado por Camila Fabri, esposa del empresario colombiano Alex Saab. Roigar fue parte del Movimiento Free Alex Saab, que pedía su liberación.
En 2024 López Rivas difundió un video donde mostraban banderas estadounidenses en un acto de María Corina Machado, líder de la oposición a Maduro, que fue denunciado por la periodista Sebastiana Barráez de Infobae como fabricado, ya que la principal persona capturada era una participante del Movimiento Free Alex Saab que había coincidido con Roigar López Rivas, compartiendo una fotografía donde salen juntos.